# Nex Benedict
Pour les articles homonymes, voir Benedict.
 (mars 2024).
La mise en forme du texte ne suit pas les recommandations de Wikipédia : il faut le « wikifier ».
Les points d'amélioration suivants sont les cas les plus fréquents. Le détail des points à revoir est peut-être précisé sur la page de discussion.
- Les titres sont pré-formatés par le logiciel. Ils ne sont ni en capitales, ni en gras.
- Le texte ne doit pas être écrit en capitales (les noms de famille non plus), ni en gras, ni en italique, ni en « petit »…
- Le gras n'est utilisé que pour surligner le titre de l'article dans l'introduction, une seule fois.
- L'italique est rarement utilisé : mots en langue étrangère, titres d'œuvres, noms de bateaux, etc.
- Les citations ne sont pas en italique mais en corps de texte normal. Elles sont entourées par des guillemets français : « et ».
- Les listes à puces sont à éviter, des paragraphes rédigés étant largement préférés. Les tableaux sont à réserver à la présentation de données structurées (résultats, etc.).
- Les appels de note de bas de page (petits chiffres en exposant, introduits par l'outil «  Source ») sont à placer entre la fin de phrase et le point final[comme ça].
- Les liens internes (vers d'autres articles de Wikipédia) sont à choisir avec parcimonie. Créez des liens vers des articles approfondissant le sujet. Les termes génériques sans rapport avec le sujet sont à éviter, ainsi que les répétitions de liens vers un même terme.
- Les liens externes sont à placer uniquement dans une section « Liens externes », à la fin de l'article. Ces liens sont à choisir avec parcimonie suivant les règles définies. Si un lien sert de source à l'article, son insertion dans le texte est à faire par les notes de bas de page.
- La présentation des références doit suivre les conventions bibliographiques. Il est recommandé d'utiliser les modèles {{Ouvrage}}, {{Chapitre}}, {{Article}}, {{Lien web}} et/ou {{Bibliographie}}. Le mode d'édition visuel peut mettre en forme automatiquement les références.
- Insérer une infobox (cadre d'informations à droite) n'est pas obligatoire pour parachever la mise en page.

Pour une aide détaillée, merci de consulter Aide:Wikification.
Si vous pensez que ces points ont été résolus, vous pouvez retirer ce bandeau et améliorer la mise en forme d'un autre article.
Nex Benedict, née le 11 janvier 2008 à El Paso et morte le 8 février 2024 à Owasso, est une personnalité américaine non-binaire de 16 ans dont la mort survient au lendemain d'une altercation dans son école secondaire.
Le 7 février, Benedict déclare à un policier s’être fait battre ce jour-là par trois filles dans les toilettes pour filles du lycée d'Owasso, en Oklahoma. Selon sa mère et ses amis, Benedict était victime de harcèlement de la part d'élèves en raison de son identité de genre pendant plus d'un an avant sa mort. Le 13 mars, la cause de son décès est considérée comme un suicide dans un rapport sommaire du médecin légiste de l'Oklahoma, et un rapport d'autopsie complet doit être publié le 27 mars 2024,.
Des veillées en l'honneur de Benedict ont eu lieu partout aux États-Unis. Les groupes de défense des droits civiques ont noté un lien entre les politiques et la rhétorique anti-LGBT et la mort de Benedict, et ont appelé à une enquête sur le ministère de l'Éducation de l'État de l'Oklahoma, ainsi qu'à la destitution de Ryan Walters, le surintendant de l'instruction publique de l'Oklahoma. Celui-ci a défendu les politiques de l'État et critiqué les réponses à la mort de Benedict comme étant politiquement motivées.
La bureau des droits civiques du ministère américain de l'Éducation ouvre le 1er mars une enquête sur le district scolaire d'Owasso, à la suite d'une plainte déposée par la Human Rights Campaign. L'enquête des forces de l'ordre sur les circonstances de la mort de Benedict se poursuit.

## Biographie
Nex Benedict nait en 2008 à El Paso, au Texas. Selon Sue Benedict, sa grand-mère et mère adoptive, le père biologique de Nex a très tôt renoncé à tous ses droits parentaux et est en prison pour abus. Sue a élevé Nex depuis l'âge de deux mois et l'a officiellement adopté quelques années avant sa mort,. Sue est membre de la nation Choctaw de l'Oklahoma (en), mais Nex n'était pas affilié à la tribu.
Nex et sa famille vivaient à Owasso, en Oklahoma, une banlieue de Tulsa, sur la réserve de la Nation Cherokee et fréquentait l'Owasso High School, situé sur la réserve. Le lycée compte 3 000 élèves de la 9e à la 12e année
En 2022, l'Oklahoma est devenu le premier État des États-Unis à interdire l'utilisation de marqueurs de genre non binaires sur les actes de naissance avec la Loi 1100 du Sénat de l’État (en) ,. Les étudiants sont légalement obligés d'utiliser des toilettes correspondant au sexe qui leur a été assigné à la naissance et les mineurs ne sont pas légalement autorisés à recevoir des soins de santé affirmant leur genre,,,. La législation à l'étude pour la session 2024 comprend un nouveau programme pour les écoles publiques décrivant le genre comme un « trait biologique immuable », l'interdiction de changer le « sexe » sur les actes de naissance et l'obligation pour les employés des écoles d'utiliser des pronoms et des noms pour les élèves uniquement sur la base sur les actes de naissance,.
Ryan Walters, le surintendant de l'instruction publique de l'Oklahoma, a mis en œuvre des politiques qui empêchent notamment les élèves de modifier la désignation de leur genre ou de leur sexe dans les dossiers scolaires,. En janvier 2024, il rencontre la créatrice de contenu public Chaya Raichik, l'opératrice du compte Libs of TikTok connu pour avoir publié du contenu anti-LGBT+, au comité consultatif des médias de la bibliothèque du ministère de l'Éducation de l'Oklahoma,,. En 2022, un professeur du lycée d'Owasso, qui aurait été « grandement admiré » par Benedict, a démissionné après avoir fait l'objet d'un poste de Raichik,.
Selon Sue Benedict et les amis de Nex, les élèves du lycée d'Owasso harcelaient Nex en raison de son identité de genre depuis plus d'un an,. Benedict était en deuxième année au lycée.